# Henryk Chmielewski (lekarz)

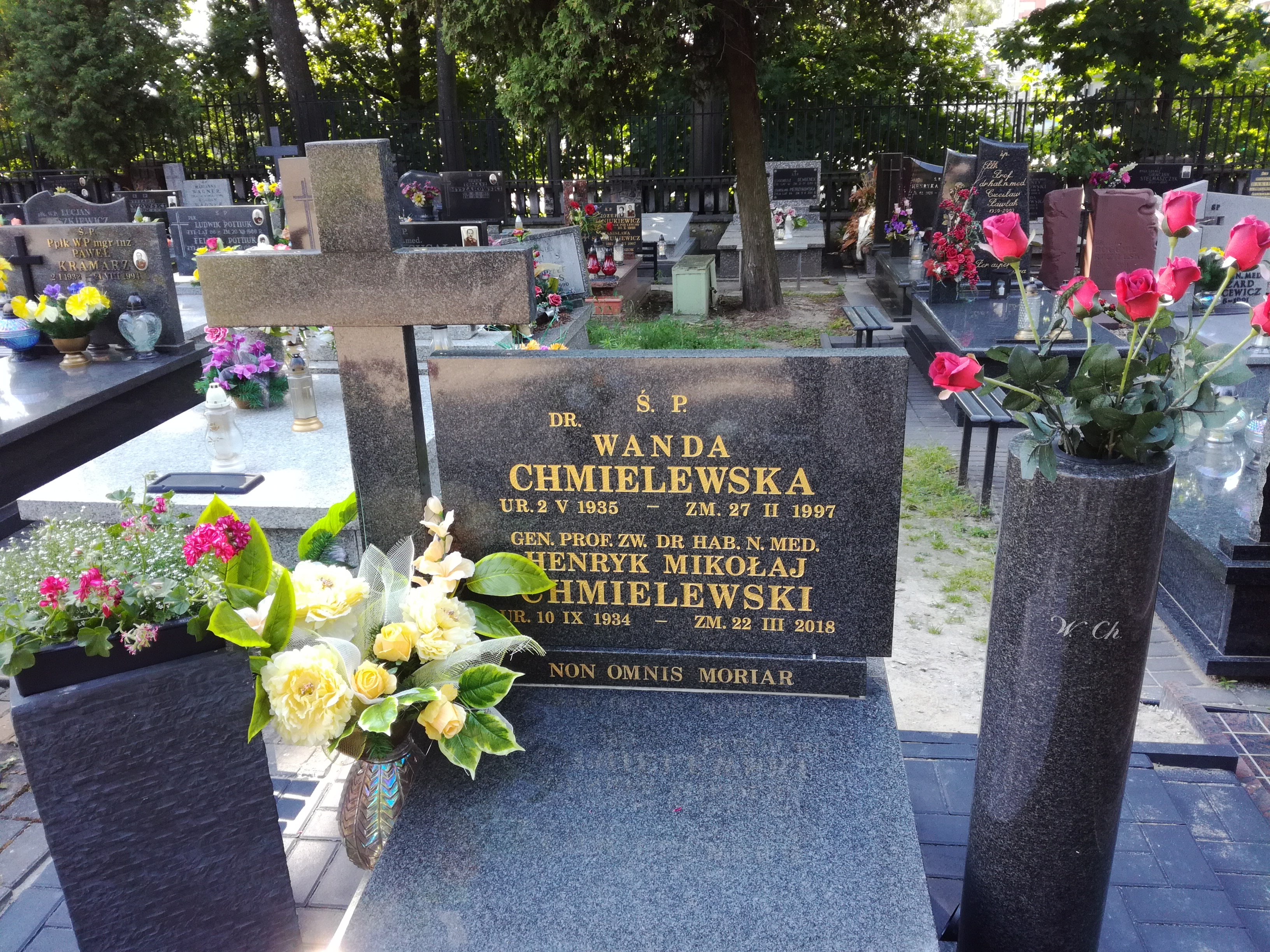
Grób profesora Henryka Chmielewskiego na cmentarzu Doły w Łodzi

Henryk Mikołaj Chmielewski (ur. 10 września 1934 w Myszyńcu, zm. 22 marca 2018 w Łodzi) – polski lekarz neurolog, profesor nauk medycznych, generał brygady Wojska Polskiego, poseł na Sejm X kadencji.

## Życiorys
Syn Józefa i Mieczysławy. Ukończył w 1958 studia na Akademii Medycznej w Łodzi. Pracował jako lekarz w jednostkach lotnictwa wojskowego. Uzyskiwał stopnie naukowe doktora i doktora habilitowanego. W latach 1964–1970 był ordynatorem oddziału neurologicznego w Centralnym Wojskowym Zespole Sanatoryjnym w Lądku-Zdroju. Od 1973 był kierownikiem Kliniki Neurologicznej Wojskowej Akademii Medycznej. W latach 1985–1987 pełnił funkcję prorektora, a w latach 1991–1998 komendanta-rektora Wojskowej Akademii Medycznej. W latach 1987–1991 był komendantem Centralnego Szpitala Klinicznego w Warszawie.
Z ramienia Polskiej Zjednoczonej Partii Robotniczej od 1989 do 1991 sprawował mandat posła na Sejm kontraktowy z okręgu południowopraskiego. W trakcie kadencji przeszedł do Klubu Posłów Wojskowych, zasiadał w Komisji Zdrowia. W 1990 otrzymał tytuł profesora nauk medycznych, a w 1991 prezydent RP Lech Wałęsa awansował go na generała brygady.
Był profesorem zwyczajnym Uniwersytetu Medycznego w Łodzi, kierownikiem Kliniki Neurologii i Neurorehabilitacji. Stworzył polską szkołę terapii manualnej kręgosłupa. Był wiceprezesem zarządu głównego Polskiego Towarzystwa Neurologicznego.
Zmarł 22 marca 2018 w Łodzi, został pochowany na cmentarzu Doły w Łodzi.

## Odznaczenia i wyróżnienia
- Krzyż Komandorski z Gwiazdą Orderu Odrodzenia Polski (2003)[4]
- Krzyż Komandorski Orderu Odrodzenia Polski (1997)[5]
- Krzyż Oficerski Orderu Odrodzenia Polski (1984)
- Złoty Krzyż Zasługi (1974)[6]
- Odznaka tytułu honorowego „Zasłużony Lekarz Polskiej Rzeczypospolitej Ludowej”[6]
- Nagroda Miasta Łodzi (1988)[7]